# Jay Migliori
Jay Migliori (14 de noviembre de 1930 - 2 de septiembre de 2001) fue un saxofonista estadounidense, conocido por su trabajo como miembro de la banda tributo a Charlie Parker, Supersax.

## Biografía
Migliori comenzó a tocar el saxofón a los doce años, cuando recibió uno como regalo de cumpleaños. Comenzó sus estudios musicales en San Luis (Misuri), y tras finalizar su servicio militar, completó su formación en la Berklee College of Music.
Realizó su primera grabación en 1955, y poco después se integró en la banda de Woody Herman. Tras abandonar la banda se mudó a Los Ángeles, donde comenzó una prolífica carrera como músico de sesión, integrado en el selecto grupo conocido como The Wrecking Crew, participando en más de 4.000 grabaciones comerciales entre las que se incluyen colaboraciones con artistas como the Beach Boys, Frank Sinatra, Frank Zappa, Onzy Matthews o Maynard Ferguson. También intervino en centenares de actuaciones en directo de artistas como Charlie Parker y Miles Davis.
En 1972 se unió al grupo Supersax, una banda de nueve músicos (cinco de ellos saxofonistas) fundada por Med Flory y Buddy Clark. Migliori coincidió en la banda con músicos como Warne Marsh, Carl Fontana y Frank Rosolino.  Ganaron un Grammy en 1974.
Falleció en 2001, víctima de una cáncer de colorrectal.

## Discografía parcial
Con Nat Adderley
- Double Exposure (Prestige, 1975)

Con Gene Ammons
- Brasswind (Prestige, 1974)

Con The Beach Boys
- All Summer Long (Capitol, 1964)
- The Beach Boys Today! (Capitol, 1965)
- Pet Sounds (Capitol, 1966)
- 15 Big Ones (Brother/Reprise, 1976)
- Love You (Brother, 1977)

Con The Byrds
- Younger Than Yesterday (Columbia, 1967)
- The Notorious Byrd Brothers (Columbia, 1968)

Con Dick Dale
- Summer Surf (Capitol, 1964)

Con Neil Diamond
- Tap Root Manuscript (Uni, 1970)

Con Hampton Hawes
- Northern Windows (Prestige, 1974)

Con Harry Nilsson
- Sandman (RCA Victor, 1976)

Con Van Dyke Parks
- Song Cycle (Warner Bros., 1968)

Con Neil Young
- Journey Through the Past (Reprise, 1972)

Con Frank Zappa
- Zappa Wazoo (Vaulternative, 2007)
- One Shot Deal (Zappa, 2008)